# Finské nádraží
Finské nádraží (rusky Финляндский вокзал, oficiálně Санкт-Петербург-Финляндский) je železniční nádraží v ruském Petrohradu. Je jedním z celkem pěti fungujících nádraží v tomto městě.[zdroj⁠?!] Je v provozu od roku 1870.